# PM 1910
Das PM 1910 (russisch Пулемёт Максима образца 1910 года, Pulemjot Maxima obrasza 1910 goda) ist ein russisches Maschinengewehr.

## Geschichte
Wie der Name bereits andeutet, basierte die Waffe auf dem Maxim-Maschinengewehr. Die ersten MGs im Dienst der zaristischen Armee waren Lizenzmodelle des Maxim aus britischer und deutscher Produktion. Nach der Unterzeichnung eines Lizenzvertrages begann um 1904 die Fertigung in Russland selbst. Die ersten Modelle verwendeten noch einen Kühlmantel aus Bronze und waren über 25 kg schwer. Das stark überarbeitete und vereinfachte Modell von 1910 bestand dagegen völlig aus Stahl. Zusätzlich verfügte es über einen Rückstoßverstärker an der Mündung, der den Ladevorgang unterstützte. Der Rohrstutzen für die Zuführung von frischem Kühlwasser wurde ab 1940 durch einen großen Kühlerdeckel ersetzt. Damit konnte im Notfall auch Schnee in den Laufmantel gestopft werden.
Der Bedarf an Waffen dieses Typs konnte in Russland nie gedeckt werden. Dies war bereits im Ersten Weltkrieg der Fall. Alle Versuche, ein modernes schweres MG anstatt des robusten PM 1910 zu entwickeln, schlugen fehl, somit war die Rote Armee auch noch im Zweiten Weltkrieg darauf angewiesen. Insgesamt wurden mehr als 600.000 Stück gebaut, bis im Jahr 1943 mit dem Gorjunow SG-43 ein Ersatz zur Verfügung stand.
In Finnland wurde die Waffe als Maxim M/09-21 gebaut, eine Modifikation mit höherer Kadenz war das Maxim M/32-33.

## Einsatz
Während Streitkräfte anderer Staaten ihre Maxim meist mit einem Dreibein versahen, verwendete man in Russland häufig die nach ihrem Konstrukteur benannte Sokolow-Radlafette. Diese wuchtige Lafette besaß Stahlräder und einen abnehmbaren Schutzschild, der allein 8 kg wog. In voller Ausstattung wog das MG damit mehr als 66 kg. Zudem konnte die Lafette auch als Dreibeinlafette verwendet werden. Zum anderen wurden die Maschinengewehre auch auf Pferdegespannen angebracht, sogenannten Tatschankas. Als Fliegerabwehrwaffe wurden jeweils vier MG in einem Rohrgestell gebündelt, das auf Pritschen von Lastkraftwagen montiert wurde. Auf der Basis des PM 1910 entstand das luftgekühlte Flugzeug-Maschinengewehr PW-1. Die Waffe wurde nicht nur von den russischen und sowjetischen Streitkräften eingesetzt, sondern auch als Beutewaffe von anderen Streitkräften.
Nach dem Zweiten Weltkrieg musterte die Sowjetunion ihre Bestände aus und gab sie an verbündete Staaten weiter. Auf diesem Wege gelangten Exemplare nach Nordkorea und China und wurden im Koreakrieg eingesetzt. Einige dieser Maschinengewehre tauchten schließlich noch auf Seiten der nordvietnamesischen Armee im Vietnamkrieg auf.
Im Jahr 2022 wurde nach dem russischen Überfall auf die Ukraine berichtet, dass die Ukraine mangels ausreichender modernerer Waffensysteme auch noch auf das Model PM 1910 zurückgreift. Im Jahr 2012 soll es in der Ukraine noch 35.000 Stück des dort als Maxim bekannten Maschinengewehrs gegeben haben, gebaut zwischen 1920 und 1950.

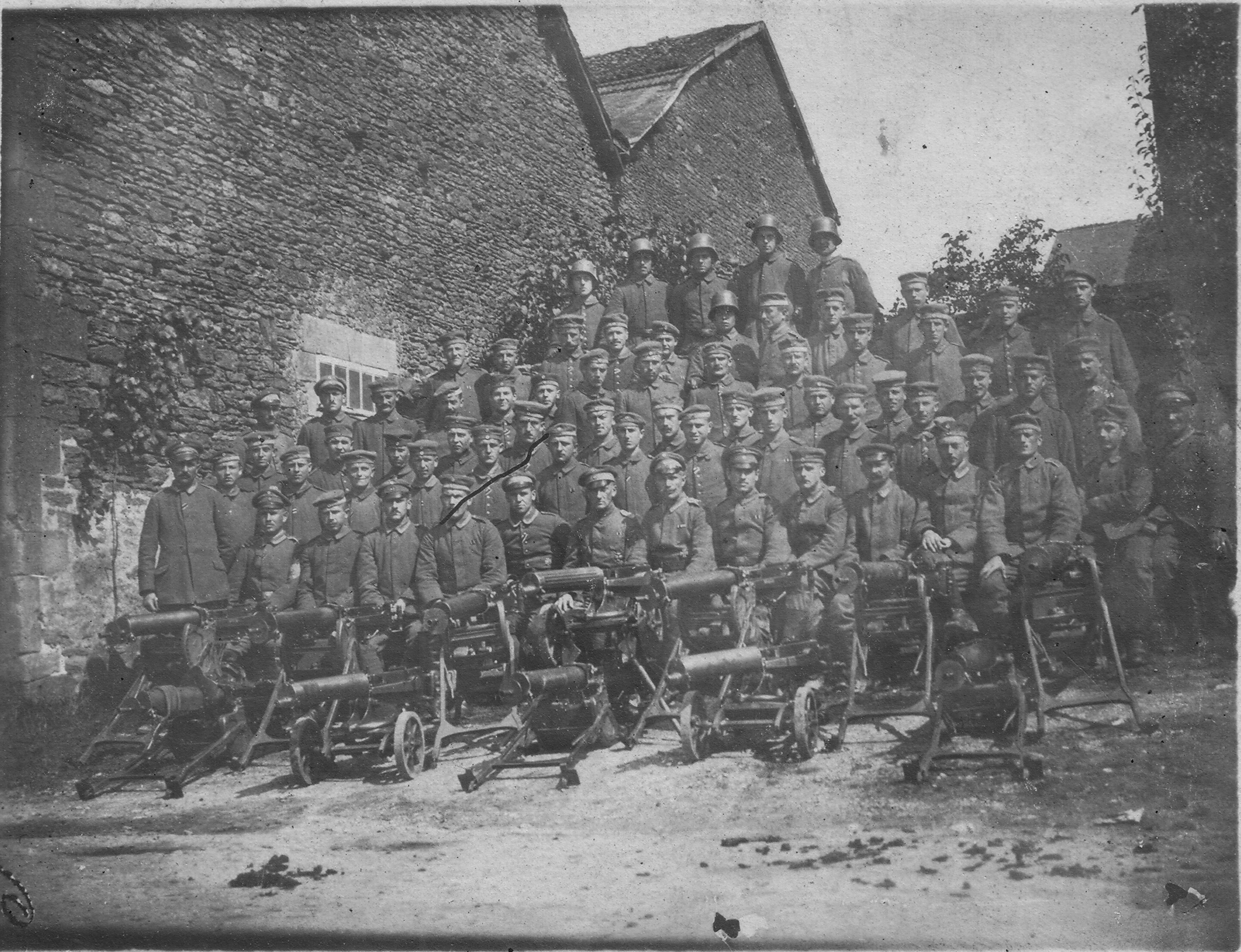
Einsatz bei den kaiserlichen Maschinengewehrkompanien
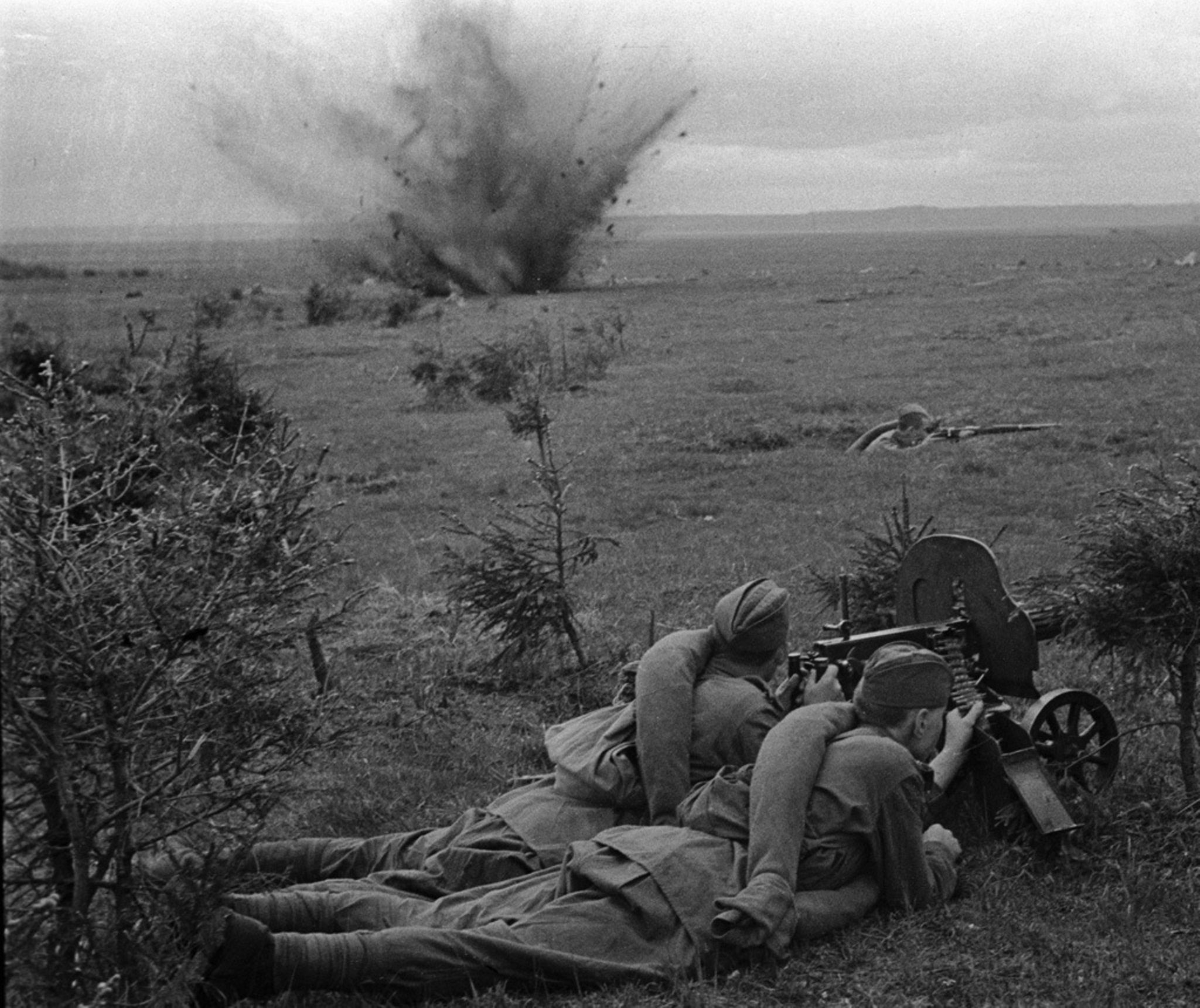
1941 am Dnjepr
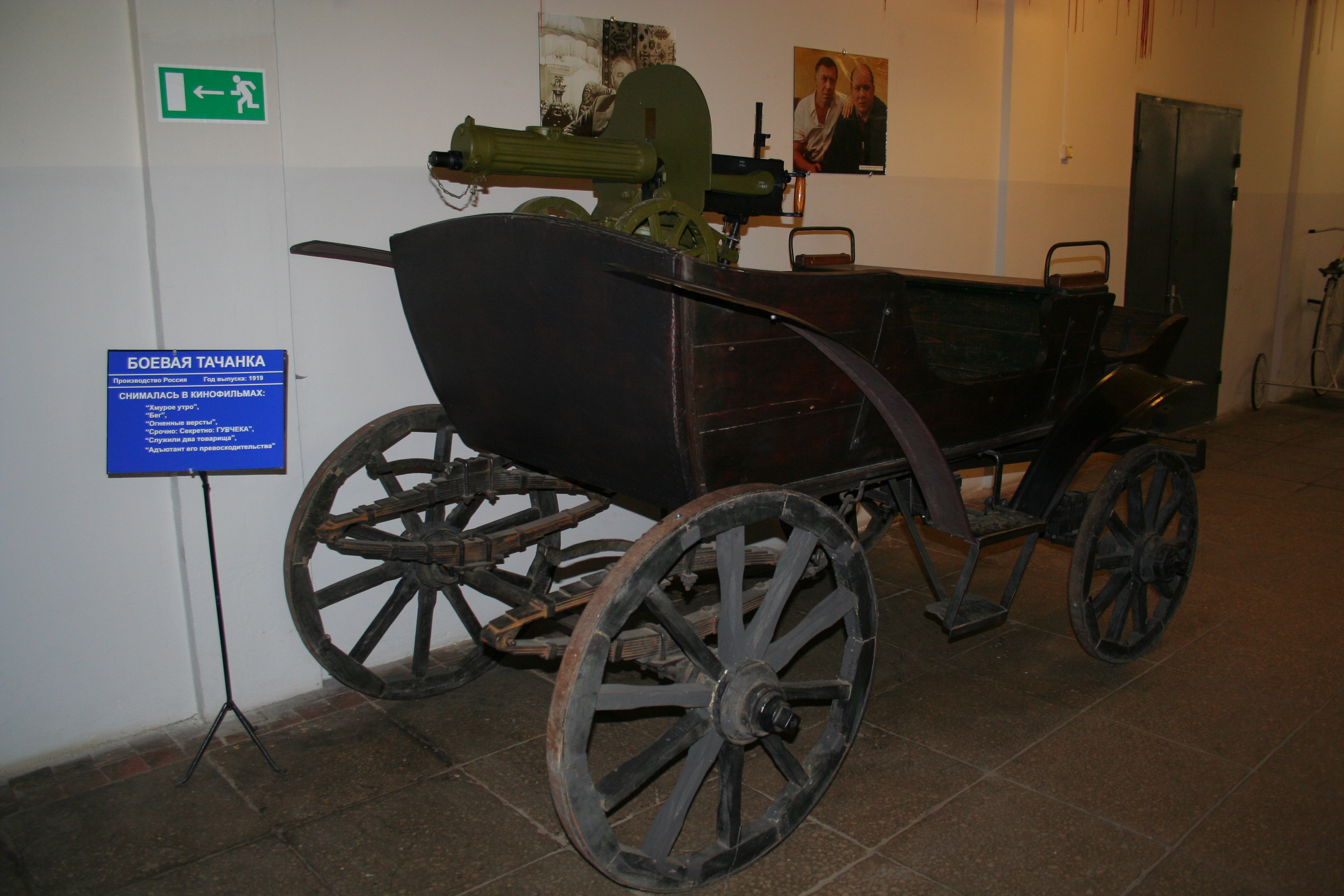
Tatschanka
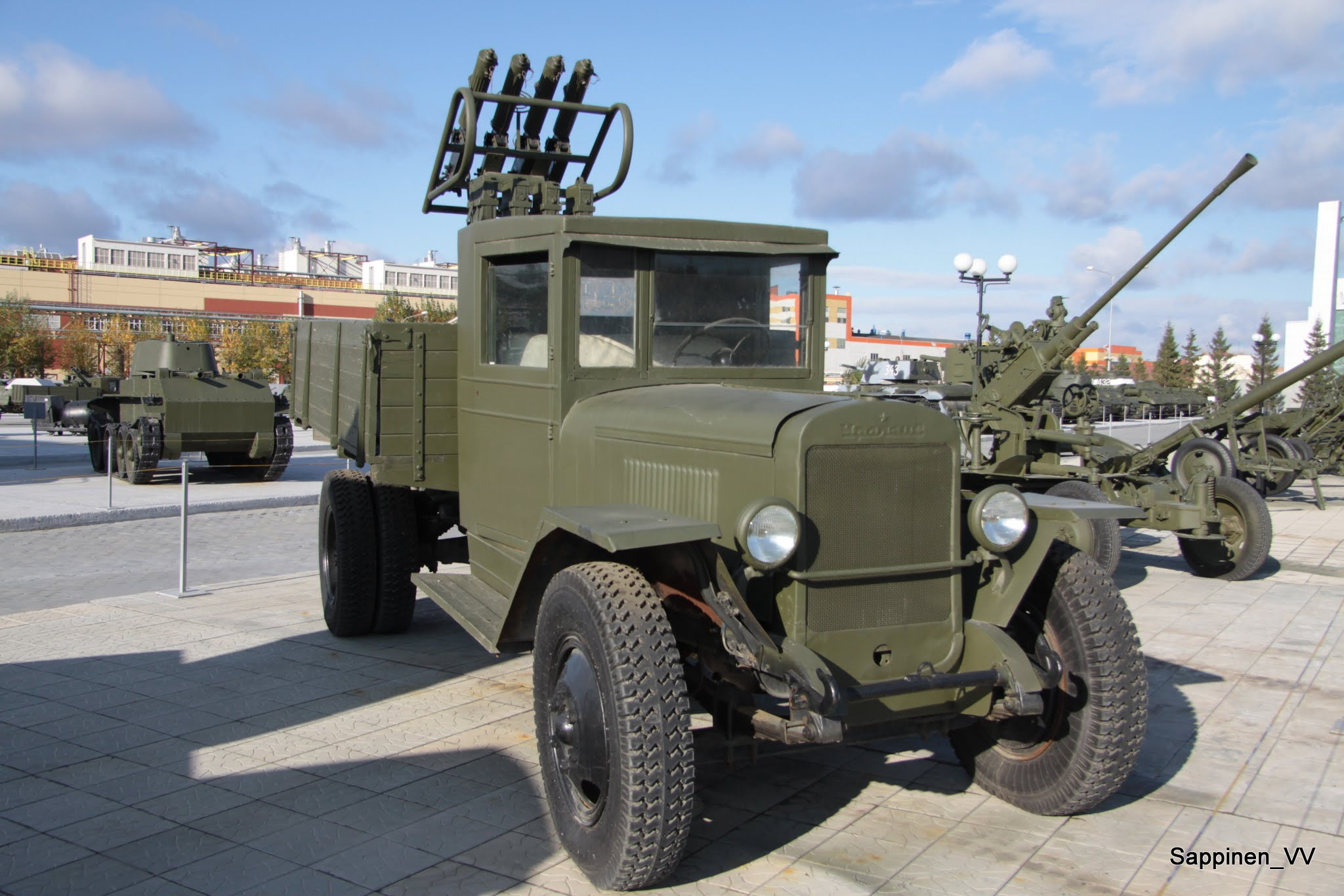
PM 1910 als FlaMG-Vierling auf LKW SiS-5
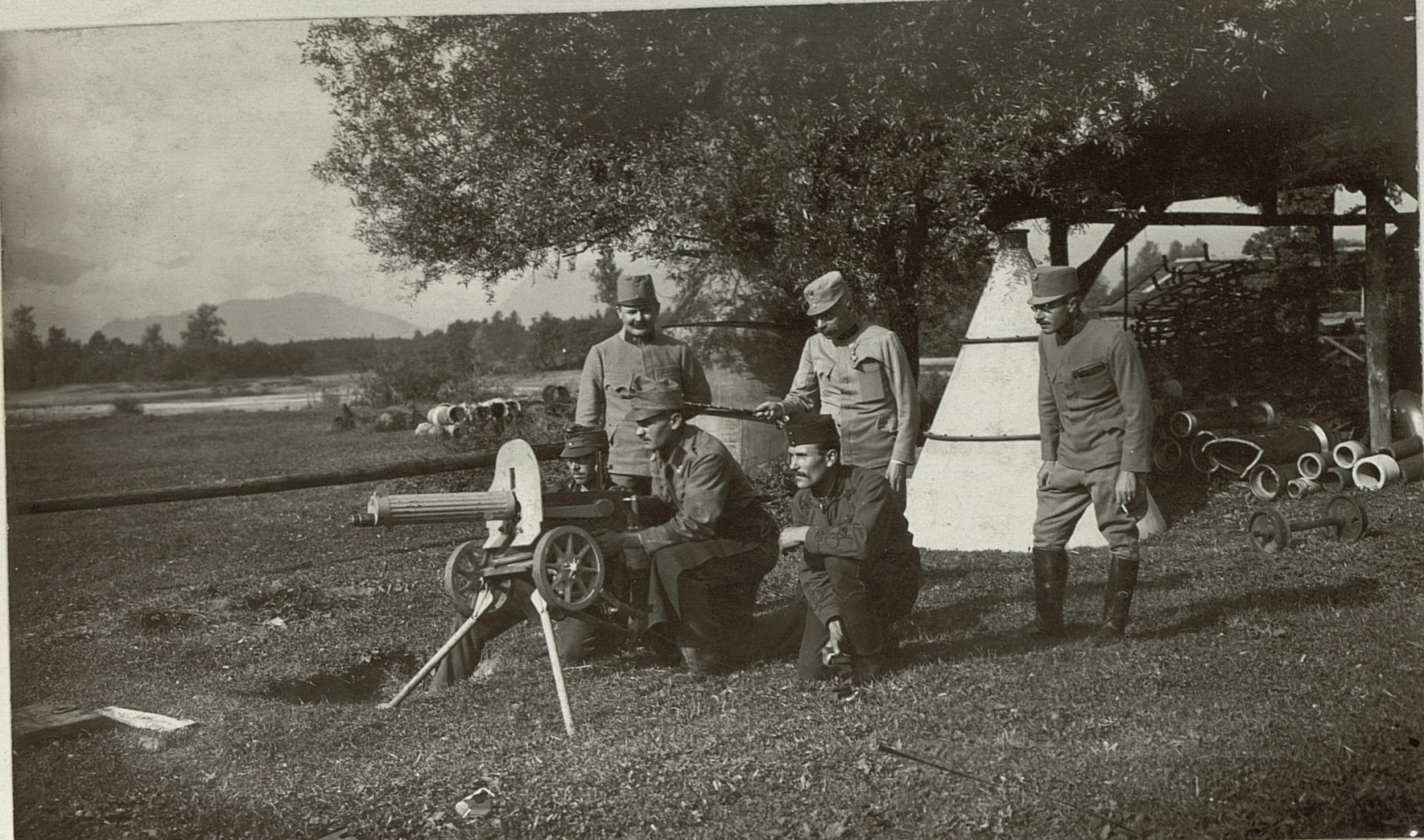
In Dreibeinaufstellung